# Gran Premi d'Espanya de Motocròs 250cc 1980
L'edició de 1980 del Gran Premi d'Espanya de Motocròs 250cc fou la 19a d'aquesta prova. Organitzat per la Penya Motorista 10 x Hora, el Gran Premi era la primera prova del Campionat del Món d'aquell any i tingué lloc el cap de setmana del 12 i 13 d'abril al Circuit del Vallès, en terrenys de l'antiga Mancomunitat Sabadell-Terrassa (actualment dins el terme municipal de Terrassa). Hi participaren 44 pilots de 23 països diferents (tres dels quals catalans) i hi assistiren 40.000 espectadors.

## Patrocinadors
Les principals empreses i entitats patrocinadores de la prova varen ser aquestes:
| - El Mundo Deportivo - Pirelli - Derbi - Abanderado - Coca-Cola - Ricard | - La Caixa - Lubricants Motul - Lubricants Repsol - Lubricants Gulf - Motoplat - Equipomotores Mahle |

## Horaris
| Dia      | Hora inici | Hora final | Programa                                          |
| -------- | ---------- | ---------- | ------------------------------------------------- |
| Dissabte | 14:30      | 15:00      | Entrenaments pilots Sènior i Súper 250cc          |
| Dissabte | 15:05      | 15:35      | Entrenaments Trofeu Montesa                       |
| Dissabte | 15:45      | 17:00      | Entrenaments pilots internacionals (lliures)      |
| Dissabte | 17:05      | 17:35      | Primera mànega pilots Sènior i Súper 250cc        |
| Dissabte | 17:40      | 18:10      | Primera mànega Trofeu Montesa                     |
| Dissabte | 18:15      | 19:00      | Entrenaments pilots internacionals (lliures)      |
|          |            |            |                                                   |
| Diumenge | 8:15       | 8:45       | Entrenaments pilots internacionals (lliures)      |
| Diumenge | 8:45       | 9:45       | Entrenaments pilots internacionals (cronometrats) |
| Diumenge | 9:50       | 10:25      | Segona mànega pilots Sènior i Súper 250cc         |
| Diumenge | 10:30      | 10:55      | Presentació dels pilots internacionals            |
| Diumenge | 11:05      | 11:55      | Primera Mànega GP d'Espanya 250cc                 |
| Diumenge | 12:10      | 12:40      | Segona mànega Trofeu Montesa                      |
| Diumenge | 13:10      | 13:55      | Segona Mànega GP d'Espanya 250cc                  |

1. ↑  La prova del Trofeu Montesa estava reservada a pilots Júnior, que hi havien de participar amb el model Cappra VF de 125cc

## Entrenaments
| Posició | No. | Pilot          | Motocicleta | Temps |
| ------- | --- | -------------- | ----------- | ----- |
| 1       | 10  | Jaroslav Falta | ČZ          | 2:41  |
| 2       | 21  | Toni Arcarons  | Montesa     | 2:41  |

## Curses

### Primera mànega
| Posició | No. | Pilot             | Motocicleta |
| ------- | --- | ----------------- | ----------- |
| 1       | 6   | Rolf Dieffenbach  | Honda       |
| 2       | 15  | Fritz Köbele      | Honda       |
| 3       | 23  | Patrick Fura      | Husqvarna   |
| 4       | 7   | Georges Jobé      | Suzuki      |
| 5       | 3   | Vladimir Kavinov  | ČZ          |
| 6       | 35  | Erkki Sundstrom   | Husqvarna   |
| 7       | 14  | Hans Maisch       | Maico       |
| 8       | 18  | Soren Mortensen   | Kramer      |
| 9       | 21  | Toni Arcarons     | Montesa     |
| 10      | ?   | Michele Magarotto | Montesa     |

### Segona mànega
| Posició | No. | Pilot               | Motocicleta |
| ------- | --- | ------------------- | ----------- |
| 1       | 10  | Jaroslav Falta      | ČZ          |
| 2       | 15  | Fritz Köbele        | Honda       |
| 3       | 6   | Rolf Dieffenbach    | Honda       |
| 4       | 7   | Georges Jobé        | Suzuki      |
| 5       | 3   | Vladimir Kavinov    | CZ          |
| 6       | 39  | Jan Kristoffersen   | Yamaha      |
| 7       | 8   | Jean-Claude Laquaye | SWM         |
| 8       | 17  | Dimitar Rangelov    | Husqvarna   |
| 9       | 23  | Patrick Fura        | Husqvarna   |
| 10      | 37  | Matti Tarkkonen     | Yamaha      |

## Classificació final
| Posició | Pilot            | Motocicleta | Punts (GP) | Punts (Mundial) |
| ------- | ---------------- | ----------- | ---------- | --------------- |
| 1       | Rolf Dieffenbach | Honda       | 4          | 25              |
| 1       | Fritz Köbele     | Honda       | 4          | 24              |
| 3       | Georges Jobé     | Suzuki      | 8          | 16              |
| 4       | Vladimir Kavinov | ČZ          | 10         | 12              |
| 5       | Patrick Fura     | Husqvarna   | 12         | 12              |
| 6       | Erkki Sundstrom  | Husqvarna   | 17         | 5               |

1. 1 2  Per primera vegada en la història del Gran Premi, dos pilots en foren proclamats guanyadors Ex aequo. L'empat a 4 punts entre Dieffenbach (1+3) i Köbele (2+2) no es pogué resoldre de cap manera, ja que el còmput global de temps d'ambdós pilots resultà idèntic: 93'55.76" (Dieffenbach marcà 45'58.92" i 47'56.84" a les dues mànegues, mentre Köbele hi marcava 46'01.21" i 47'54.55" respectivament).